# Gabriela Dimitrova (boxe anglaise)
Pour les articles homonymes, voir Gabriela Dimitrova.
Gabriela Dimitrova est une boxeuse bulgare née le 31 janvier 1995.

## Carrière
Sa carrière amateur est principalement marquée par deux médailles de bronze remportées aux championnats d'Europe de 2018 et aux Jeux européens de 2019 dans la catégorie poids mouches.

## Palmarès

### Championnats d'Europe de boxe amateur
- Médaille de bronze en -51 kg en 2018 à Sofia, Bulgarie

### Jeux européens
- Médaille de bronze en -51 kg en 2019 à Minsk, Biélorussie